# Sparkasse Langenlois
Die Sparkasse Langenlois ist ein niederösterreichisches Bankunternehmen mit Sitz in Langenlois und Teil der Sparkassengruppe in Österreich. Sie entstand 1871 als Vereinssparkasse. Die Sparkasse ist Mitglied des Kooperations- und Haftungsverbundes der österreichischen Sparkassen und des Österreichischen Sparkassenverbands.

## Gründungsgeschichte
Der 1868 ins Leben gerufene Spar- und Vorschußverein für Langenlois und Umgebung konnte die Spar- und Kreditbedürfnisse der heimischen Bevölkerung zwar fürs Erste befriedigen, doch war sein finanzieller Rahmen auf die Dauer zu klein. Daher entschloss man sich schon nach zwei Jahren, die Voraussetzungen zur Gründung einer Sparkasse zu schaffen. Ein Gründungskonsortium, bestehend aus den Herren Ludwig Weinmann, Anton Salzer, Georg Dum und Josef Ziwutschka, leistete die notwendigen Vorarbeiten und legte nach wenigen Monaten die Statuten für eine Vereinssparkasse vor. Die Satzungen sahen einen Verein vor, dem 80 Mitglieder angehören sollten, die mit dem Erlag von je 50 Gulden den notwendigen Reservefonds zu bilden hatten. Auf Grund eines Ansuchens wurde der Sparkasse das Recht verliehen, in ihrem Siegel das Wappen von Langenlois zu führen.
In der Versammlung des Proponentenkomitees Ende November 1870 wurden die Statuten und die Geschäftsordnung beschlossen. Der Vorschussverein wurde als Mitgründer angesehen. Mitte Juni wurden diese Statuten und Geschäftsordnung von der Behörde gebilligt. Am 1. Oktober 1871 eröffnete die Sparkasse Langenlois ihre Schalter.

## Geschäftsstellen
1953 wurde eine Geschäftsstelle in Hadersdorf am Kamp eröffnet, 1978 in Etsdorf am Kamp und 1982 eine Stadtfiliale von Langenlois im Stadtteil Haindorf.